# 松本ケン・チザンガ
松本 ケン チザンガ（2002年3月14日 - ）は、埼玉県越谷市出身のプロサッカー選手。Jリーグ・テゲバジャーロ宮崎所属。ポジションはフォワード。長身を利した空中戦を得意とし、ポストプレーでチャンス作成を狙える選手。

## 来歴
大学二年生まではディフェンダーとしてプレイ。2023年の関東大学サッカーリーグ2部で12試合に出場し4得点4アシストの活躍。ブラウブリッツ秋田に2024年加入内定と2023シーズンの特別指定選手承認を発表された。
2024年8月、奈良クラブに育成型期限付き移籍。12月27日、奈良への期限付き移籍期間満了とテゲバジャーロ宮崎への育成型期限付き移籍が発表された。2025年3月16日、J3第5節・栃木シティFC戦で初得点。

## 所属クラブ
- 桜井sss
- 越谷football club[7]
- 埼玉県立浦和東高等学校
- 駒澤大学
  - 2023年8月 - 同年11月  ブラウブリッツ秋田 (特別指定選手)
- 2024年 -  ブラウブリッツ秋田
  - 2024年8月 - 同年12月  奈良クラブ (育成型期限付き移籍)
  - 2025年 -  テゲバジャーロ宮崎 (育成型期限付き移籍)

## 個人成績
| 国内大会個人成績 | 国内大会個人成績 | 国内大会個人成績 | 国内大会個人成績 | 国内大会個人成績 | 国内大会個人成績 | 国内大会個人成績 | 国内大会個人成績 | 国内大会個人成績 | 国内大会個人成績 | 国内大会個人成績 | 国内大会個人成績 |
| 年度             | クラブ           | 背番号           | リーグ           | リーグ戦         | リーグ戦         | リーグ杯         | リーグ杯         | オープン杯       | オープン杯       | 期間通算         | 期間通算         |
| 年度             | クラブ           | 背番号           | リーグ           | 出場             | 得点             | 出場             | 得点             | 出場             | 得点             | 出場             | 得点             |
| 日本             | 日本             | 日本             | 日本             | リーグ戦         | リーグ戦         | リーグ杯         | リーグ杯         | 天皇杯           | 天皇杯           | 期間通算         | 期間通算         |
| ---------------- | ---------------- | ---------------- | ---------------- | ---------------- | ---------------- | ---------------- | ---------------- | ---------------- | ---------------- | ---------------- | ---------------- |
| 2024             | 秋田             | 42               | J2               | 8                | 0                | 2                | 0                | 1                | 0                | 11               | 0                |
| 2024             | 奈良             | 19               | J3               | 12               | 0                | -                | -                | -                | -                | 12               | 0                |
| 2025             | 宮崎             | 42               | J3               |                  |                  |                  |                  |                  |                  |                  |                  |
| 通算             | 日本             | 日本             | J2               | 8                | 0                | 2                | 0                | 1                | 0                | 11               | 0                |
| 通算             | 日本             | 日本             | J3               | 12               | 0                | -                | -                | -                | -                | 12               | 0                |
| 総通算           | 総通算           | 総通算           | 総通算           | 20               | 0                | 2                | 0                | 1                | 0                | 23               | 0                |

- 2023年は特別指定選手(出場無し)

出場歴
- Jリーグ初出場 - 2024年3月16日 J2第4節 ベガルタ仙台戦（ソユースタジアム）
- Jリーグ初得点 - 2025年3月16日 J3第5節栃木シティFC戦（CFS）